# Систем управљања паљбом-СУП
Систем управљања паљбом (скраћено СУП) представља систем који служи за гађање. Савремени СУП се састоји од нишанског уређаја с термовизијом и ласерским даљиномером, који му омогућава успешно деловање ноћу и у тешким временским условима. Састоји се још од система за стабилизацију топа у две равнине (водоравну и вертикалну), дигиталног балистичког рачунара за прецизно гађање, метеосензора и сензора за мерење температуре муниције.